# Communauté de communes Vivre en Cévennes
La Communauté de communes Vivre en Cévennes est une ancienne communauté de communes française, située dans le département du Gard et la région Occitanie.

## Historique
Le schéma départemental de coopération intercommunale 2016-2020 du Gard prévoit la fusion de la communauté de communes Vivre en Cévennes avec la communauté d'agglomération Alès Agglomération et les communautés de communes du Pays Grand'Combien  et des Hautes Cévennes le 1er janvier 2017.

## Territoire communautaire

### Composition
Elle comprenait 7 communes :
| Nom                        | Code Insee | Gentilé          | Superficie (km2) | Population (dernière pop. légale) | Densité (hab./km2) |
| -------------------------- | ---------- | ---------------- | ---------------- | --------------------------------- | ------------------ |
| Rousson (siège)            | 30223      | Roussonnais      | 32,57            | 3 967 (2014)                      | 122                |
| Les Mages                  | 30152      | Mageois          | 12,69            | 2 030 (2014)                      | 160                |
| Le Martinet                | 30159      | Martinetiens     | 10,35            | 834 (2014)                        | 81                 |
| Saint-Florent-sur-Auzonnet | 30253      | Florentins       | 9,31             | 1 231 (2014)                      | 132                |
| Saint-Jean-de-Valériscle   | 30268      | Saint-Jeannais   | 8,15             | 691 (2014)                        | 85                 |
| Saint-Julien-de-Cassagnas  | 30271      | Saint-Juliennois | 4,46             | 654 (2014)                        | 147                |
| Saint-Julien-les-Rosiers   | 30274      | Julirosiens      | 14,01            | 3 295 (2014)                      | 235                |

## Administration

### Siège
Le siège de la communauté de communes était situé à Rousson.

### Présidence
Le dernier président de la communauté de communes était Ghislain Chassary (PCF), maire de Rousson.
Elle fut présidée successivement par Jean-Claude Bertrand, Serge Bord, Jany Sans puis Ghislain Chassary. 

### Compétences
Les compétences de Vivre en Cévennes.